# Kiến Hoa

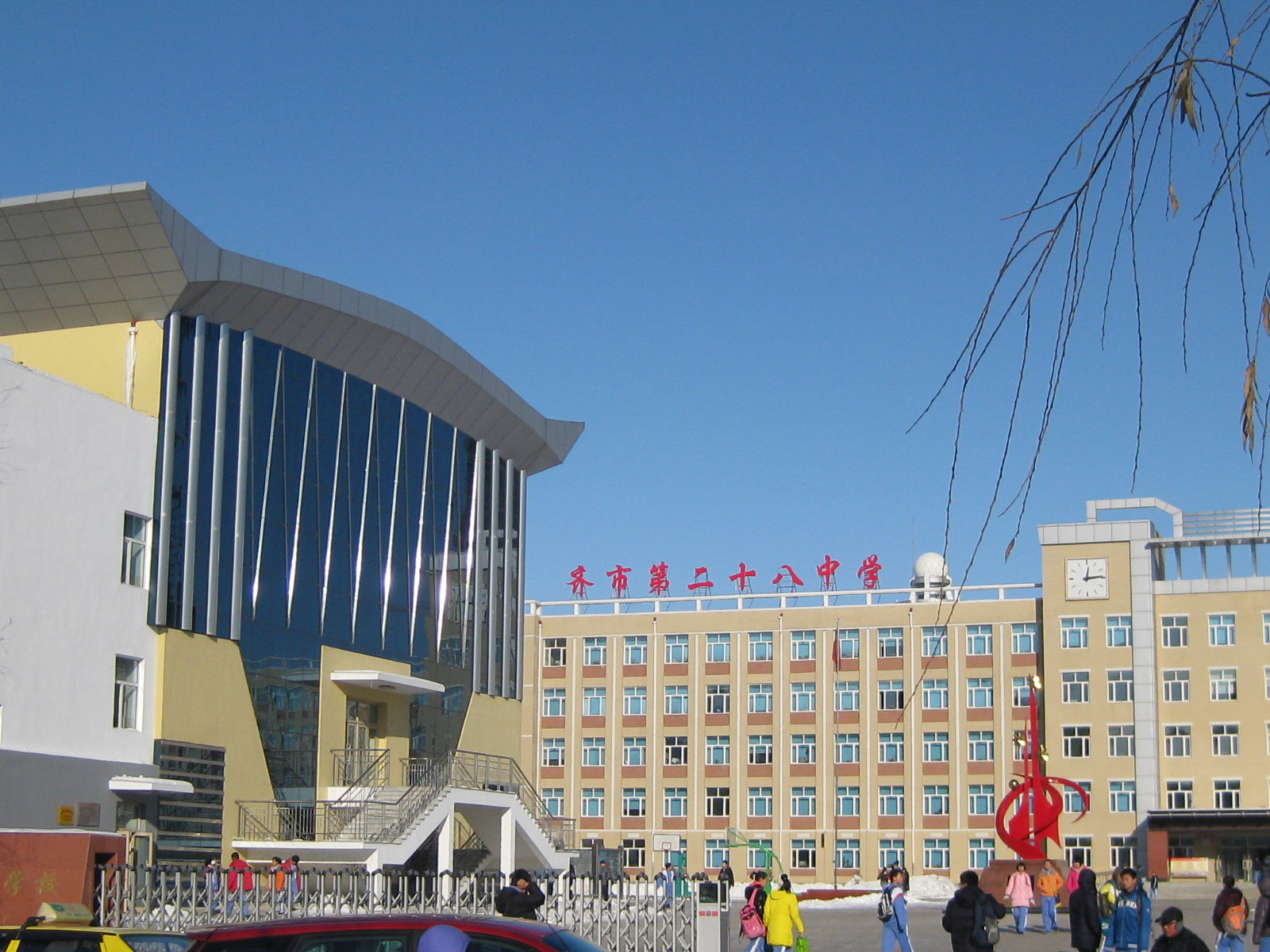
Kiến Hoa

Kiến Hoa (tiếng Trung:建华区, Hán Việt:) Kiến Hoa khu) là một quận của địa cấp thị Tề Tề Cáp Nhĩ, tỉnh Hắc Long Giang, Cộng hòa Nhân dân Trung Hoa. Quận này có diện tích 81 km2, dân số 220.000 người. Về mặt hành chính, Kiến Hoa được chia thành các đơn vị gồm 7 nhai đạo (Đông Ngũ, Trung Hoa Nhai, Đông Thị trường, Kiến Thiết, Bốc Khuê, Văn hóa, Tây Kiều).